# Orange (filme de 2015)
Orange (オレンジ, Orenji) é um filme japonês dos géneros drama romântico e fantasia, realizado por Kojiro Hashimoto e escrito por Arisa Kaneko, com base no manga homónimo de Ichigo Takano. Estreou-se no Japão a 12 de dezembro de 2015.

## Elenco
- Tao Tsuchiya como Naho Takamiya
- Kento Yamazaki como Kakeru Naruse
- Ryo Ryusei como Hiroto Suwa
- Hirona Yamazaki como Takako Chino
- Dori Sakurada como Saku Hagita
- Kurumi Shimizu como Azusa "Azu" Murasaka
- Erina Mano como Rio Ueda
- Shingo Tsurumi como Kōji Nakano (中野 幸路, Nakano Kōji)
- Yoko Moriguchi como Miyu Naruse (成瀬 美由, Naruse Miyu) mãe de Kakeru
- Reiko Kusamura como Hatsuno Naruse (成瀬 初乃, Naruse Hatsuno) avó de Kakeru

## Enredo
A história gira em torno de Naho Takamiya. dirigindo-se para a escola, em posse estava uma carta que ela recebeu dela mesma de 10 anos depois, segundo a descrição da carta, tais eventos já aconteceram, como também a chegada de Kakeru na escola. Um dos fatos descritos revela a morte de Kakeru. Disposta a impedir a morte de Kakeru, ele tenta de todas as formas, embora fosse demais a ela. Suwa também se junta a ela para tentar impedir a morte de Kakeru, este também recebeu a carta dele mesmo de 10 do futuro. No filme, apenas Suwa e Naho mandam as cartas para suas versões do passado, diferente dos 5 falado no anime. Suwa e Naho mostram as cartas para Takako, Hagita e Azu que eles receberam do futuro de Suwa e Naho e ajudam no que puder para que Kakeru não se mate. Fatos do filme se desenrola com base no anime. Quando Kakeru iria cometer suicídio ao acelerar de bicicleta num caminhão em alta velocidade, eventos dos laços que ele fez com seus amigos, faz ele frear sobrevivendo ao acidente. Seus amigos que tinham ido ver a avó de Kakeru, foram procurá-lo e veem que ele sobreviveu ao acidente. Inicialmente Kakeru é repreendido por seus amigos, mas depois estão felizes por não perderem um precioso amigo.

## Receção
O filme foi o mais visto durante a sua semana de estreia no Japão, tendo arrecadado 2,58 milhões de dólares na bilheteira japonesa.